# Coalbrookdale

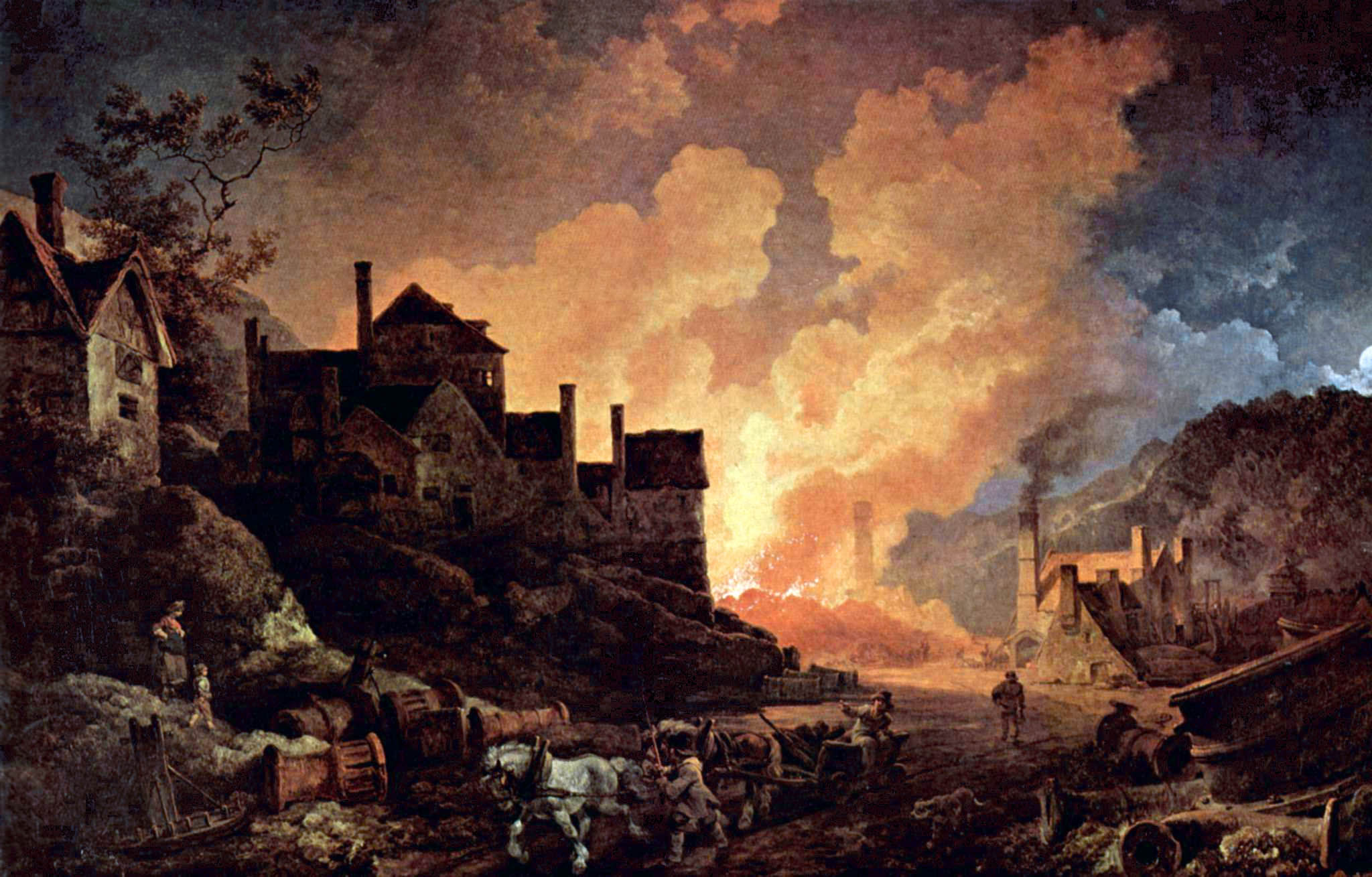
Coalbrookdale by Night – Gemälde Philipp Jakob Loutherbourgs jun., 1801

Koordinaten: 52° 38′ N, 2° 30′ W
Coalbrookdale ist eine Ortschaft in der Unitary Authority Telford and Wrekin nahe Shrewsbury in England. Sie ist eine der Geburtsstätten der Industriellen Revolution.

## Geschichte

### Industrielle Revolution
1709 pachtete Abraham Darby I das dortige Hüttenwerk. Die dort in den nächsten Jahrzehnten vorangetriebene Umstellung der Verhüttung des Eisenerzes mit Stein- statt Holzkohle, die Grundvoraussetzung für eine industrielle Massenfertigung von Roheisen war, stellt einen wichtigen Schritt in der Industriellen Revolution dar. Sein Enkel, Abraham Darby III, errichtete unweit von Coalbrookdale in den Jahren 1775–79 eine gusseiserne Brücke über den Severn, die  erste Eisenbrücke der Welt.
Infolge von Absatzproblemen goss im Jahre 1767 Richard Reynolds, einer der Besitzer der Coalbrookdale-Eisenhütte, Gusseisenbarren in Plattenform auf Lager. Um diese zwischenzeitlich sinnvoll nutzen zu können, ließ er damit verschlissene Holzbohlenschienen der Hüttenbahn auslegen, wo sie den beabsichtigten Zweck hervorragend erfüllten. Dies wird als Geburtsstunde der Eisenschienen für Fahrzeugräder angesehen.

### Gegenwart
Auch heute noch ist in der Gegend Industrie angesiedelt.

## Söhne und Töchter (Auswahl)
- Abraham Darby II (1711–1763), britischer Eisenfabrikant und Erfinder
- Thomas Parker (1843–1915), britischer Ingenieur